# Kastell Islaz-Racoviță

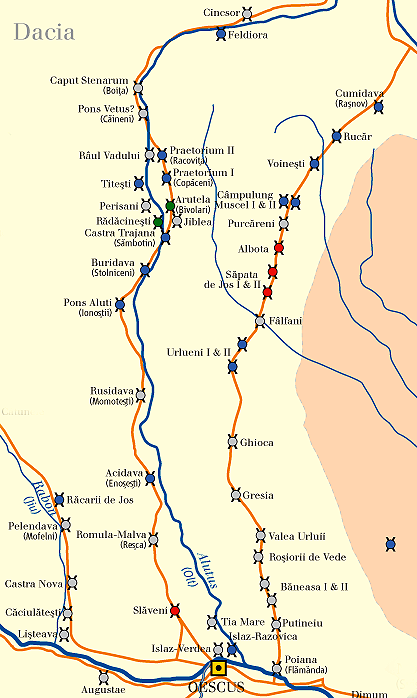
Kastell Islaz-Racoviță im Verlauf der dakischen Limites (unterer Bildrand)

Das Kastell Izlaz-Racoviță ist ein ehemaliges römisches Auxiliarkastell auf dem Gebiet der Gemeinde Islaz im Kreis Teleorman in der rumänischen Region Große Walachei.

## Lage
Im heutigen Siedlungsbild befindet sich das Bodendenkmal am östlichen Rand der Gemeinde, in der Nähe der alten Kirche, östlich der Hauptstraße und westlich des verlandeten Baches Racoviță in der Flur „Cetatea Racovica“. Ein großer Teil des ehemaligen Kastellareals wird vom alten Friedhof überlagert. Im Gelände ist heute nichts mehr sichtbar, teilweise wurden die Befunde von Hochwassern weggeschwemmt, oder sie wurden bei der Anlage des alten Friedhofs zerstört. Darüber hinaus wurde der westliche Bereich des Lagers von der allmählichen Expansion des neuzeitlichen Dorfes in Mitleidenschaft gezogen. In antiker Zeit hatte die Besatzung des Kastells vermutlich die Aufgabe, den Schiffsverkehr auf dem Olt und den Landverkehr auf der parallel zum Fluss verlaufenden Limesstraße zu überwachen.

## Archäologische Befunde
Das Kastellgelände wurde 1894 erstmals von Pamfil Polonic untersucht. Von dem ehemaligen Militärlager ist nur noch die Nordwestecke erhalten. Mit einigem Vorbehalt ließ sich das Lager auf eine Größe von 105 m mal 75 m (entsprechend 0,79 Hektar) interpolieren. Ein deutlich größerer Umfang ist denkbar, da gerade der östliche und südöstliche Bereich durch Abschwemmungen am stärksten beeinträchtigt wurden, so dass die Gegenkonturen zur Nordwestecke nicht mehr nachvollziehbar sind. Umwehrt war das Kastell von einem zwei- bis dreifachen Wall-/Grabensystem. Über die in Izlaz-Verdea stationierte Truppe ist nichts bekannt.

## Fundverbleib und Denkmalschutz
Das archäologische Fundmaterial aus Islaz-Verdea befindet sich im Muzeul Judeațean Olt (Museum des Kreises Olt) in Slatina.
Die gesamte archäologische Stätte und im Speziellen das Kastell stehen nach dem 2001 verabschiedeten Gesetz Nr. 422/2001 als historische Denkmäler unter Schutz und sind mit dem LMI-Code TR-I-s-B-14207 in der nationalen Liste der historischen Monumente (Lista Monumentelor Istorice) eingetragen. Zuständig ist das Ministerium für Kultur und nationales Erbe (Ministerul Culturii și Patrimoniului Național), insbesondere das Generaldirektorat für nationales Kulturerbe, die Abteilung für bildende Kunst sowie die Nationale Kommission für historische Denkmäler sowie weitere, dem Ministerium untergeordnete Institutionen. Ungenehmigte Ausgrabungen sowie die Ausfuhr von antiken Gegenständen sind in Rumänien verboten.